# Смерть в этом саду
«Смерть в э́том саду́» (фр. La Mort en ce jardin) — фильм Луиса Бунюэля 1956 года с Симоной Синьоре, Мишелем Пикколи и Жоржем Маршалем в главных ролях.

## О фильме
Экранизация одноимённого романа Жозе-Андре Лакура (фр., 1954). На первый взгляд данная картина Бунюэля представляет собой классический повествовательный фильм с точно определенным сюжетом. Но даже здесь присутствуют основные символы, столь важные для режиссёра.
Джунгли символизируют современный мир, где человек вынужден скитаться. Люди представлены как существа, борющиеся за выживание. Универсальность Бунюэля заключается в его способности в равной степени хорошо описывать персонажей, измученных душевными терзаниями, и людей простодушных и приземленных. Необходимо заметить, что визуально фильм построен идеально, с неким налётом таинственности и недосказанности.

## Сюжет
1945 год. Шахтёрский городок на бразильской границе. Искатель приключений Шарк приезжает в маленький посёлок вблизи лагеря золотодобытчиков, где его арестовывает местная полиция по обвинению в причастности к ограблению банка в соседнем городе. Полиция также конфискует золотые прииски в пользу государства, что приводит к бунту старателей. Бунт жестоко подавлен. Шарк, отец Лисарди, Кастин, его глухонемая дочь Мария и проститутка Джин, которую любит Кастин, бегут в джунгли, где борются за жизнь.
Они вынуждены столкнуться со всеми опасностями джунглей: проливными дождями, опасными животными и насекомыми и т. д. Шарк делает открытие: находит в джунглях обломки самолета, недавно потерпевшего крушение. Там есть и драгоценности, и одежда, и продукты. Но Кастин, обезумев, стреляет в Джин, которая только что призналась в любви Шарку. Отец Лисарди пытается его образумить и тоже погибает. Шарк вынужден убить старика. После этого он уплывает на лодке с Марией.

## В ролях
- Симона Синьоре — Джин
- Шарль Ванель — Кастин
- Жорж Маршаль — Шарк
- Мишель Пикколи — отец Лисарди
- Мишель Жирардон — Мария Кастин
- Тито Хунчо (исп.) — Шенко
- Рауль Рамирес — Альваро
- Луис Асевес Кастаньеда — Альберто
- Хорхе Мартинес де Ойос (англ.) — капитан Ферреро
- Альберто Педре — лейтенант Хименес
- Марк Ламберт — шахтёр
- Стефани — шахтёр

## Дополнительные факты
- Бунюэль вспоминал, что при создании фильма у него возникли трудности при написании сценария, разрешить которые был призван Раймон Кено, которому, по словам режиссёра, принадлежит потрясающая находка: «Симона Синьоре играла роль шлюхи в небольшом горняцком городке, где происходят волнения. Она направляется за покупками. Покупает сардины, иголки, другие необходимые вещи, а затем просит кусок мыла. В этот момент звучат трубы, возвещающие о прибытии солдат, чтобы восстановить в городе порядок. Тогда она меняет решение и просит пять кусков мыла. Не знаю, по каким причинам, но, увы, эта подсказанная Кено сцена так и не попала в фильм».
- Симона Синьоре была шумной особой и во время съемок отвлекала других актеров, поэтому режиссёр попросил помощника оператора отмерить от камеры сто метров и поместить на этом расстоянии стулья для французских актеров.
- Это был первый фильм, где у Бунюэля сыграл Мишель Пиколли, с которым он подружился и неоднократно ещё снимался.